# Lengerich (Dolna Saksonia)
Lengerich – miejscowość i gmina w Niemczech, w kraju związkowym Dolna Saksonia, w powiecie Emsland, siedziba gminy zbiorowej Lengerich.